# Notomulciber strandi
Notomulciber strandi là một loài bọ cánh cứng trong họ Cerambycidae.